# Voltaire
François-Marie Arouet (pronunciado /fʁɑ̃swa maʁi aʁwɛ/), más conocido como Voltaire (pronunciado /vɔltɛːʁ/) (París, 21 de noviembre de 1694-París, 30 de mayo de 1778), fue un escritor, historiador, filósofo y abogado francés, que perteneció a la francmasonería y figura como uno de los principales representantes de la Ilustración, un período que enfatizó el poder de la razón humana y de la ciencia en detrimento de la religión. En 1746 Voltaire fue elegido miembro de la Academia francesa, en la que ocupó el asiento número "33".

## El pseudónimo «Voltaire»
Existen varias hipótesis acerca del pseudónimo Voltaire. Una versión muy aceptada dice que deriva del apelativo Petit Volontaire (el pequeño voluntario) que usaban sus familiares para referirse a él de niño. No obstante, parece ser que la versión más verosímil es que Voltaire sea el anagrama de Arouet L(e) J(eune) (Arouet, el joven), utilizando las mayúsculas del alfabeto latino.
También existen otras hipótesis: puede tratarse del nombre de un pequeño feudo que poseía su madre; se ha dicho que puede ser el sintagma verbal que significaba en francés antiguo que él voulait faire taire (‘deseaba hacer callar’, de ahí vol-taire), a causa de su pensamiento innovador, que pueden ser las sílabas de la palabra re-vol-tair (‘revoltoso’) en otro orden. En cualquier caso, es posible que la elección que el joven Arouet adopta, tras su detención en 1717, sea una combinación de más de una de estas otras hipótesis.

## Biografía

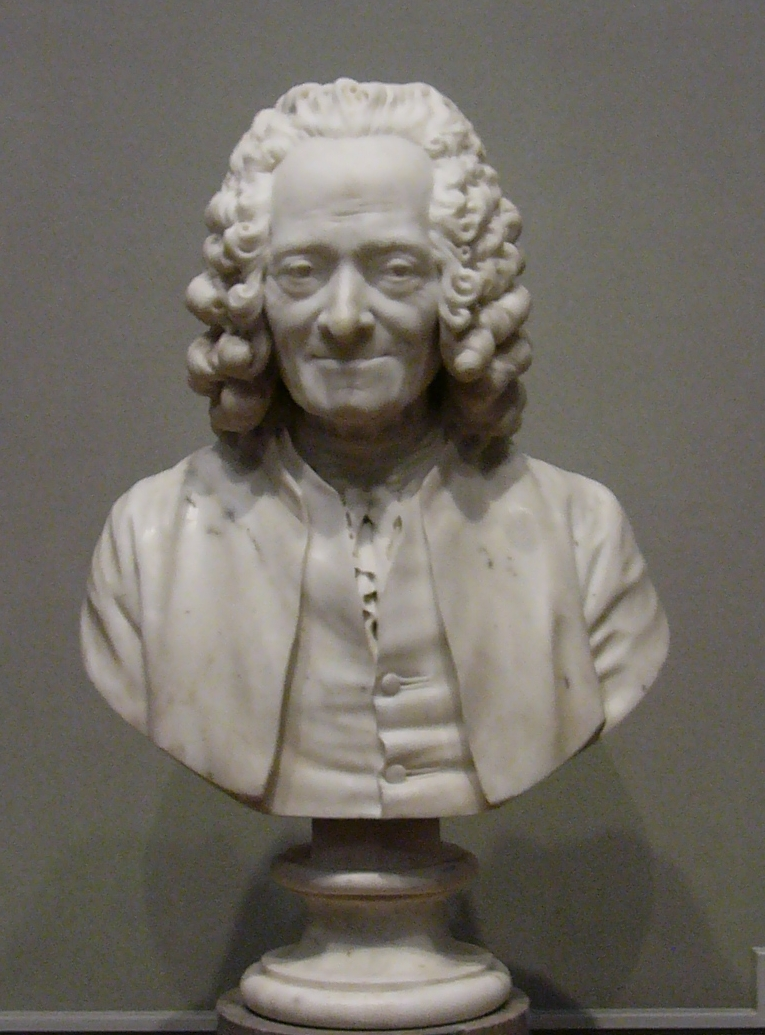
Busto de Voltaire, 1778, por Jean-Antoine Houdon (1741-1828).

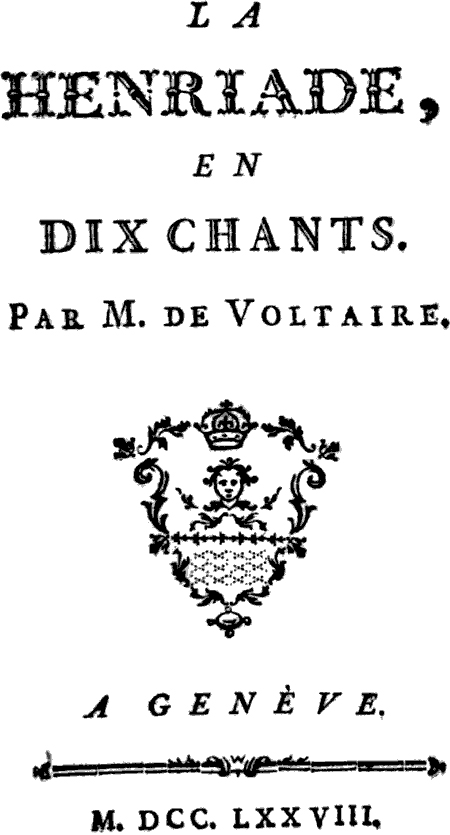
Portada de La henriada (edición de Ginebra de 1778).

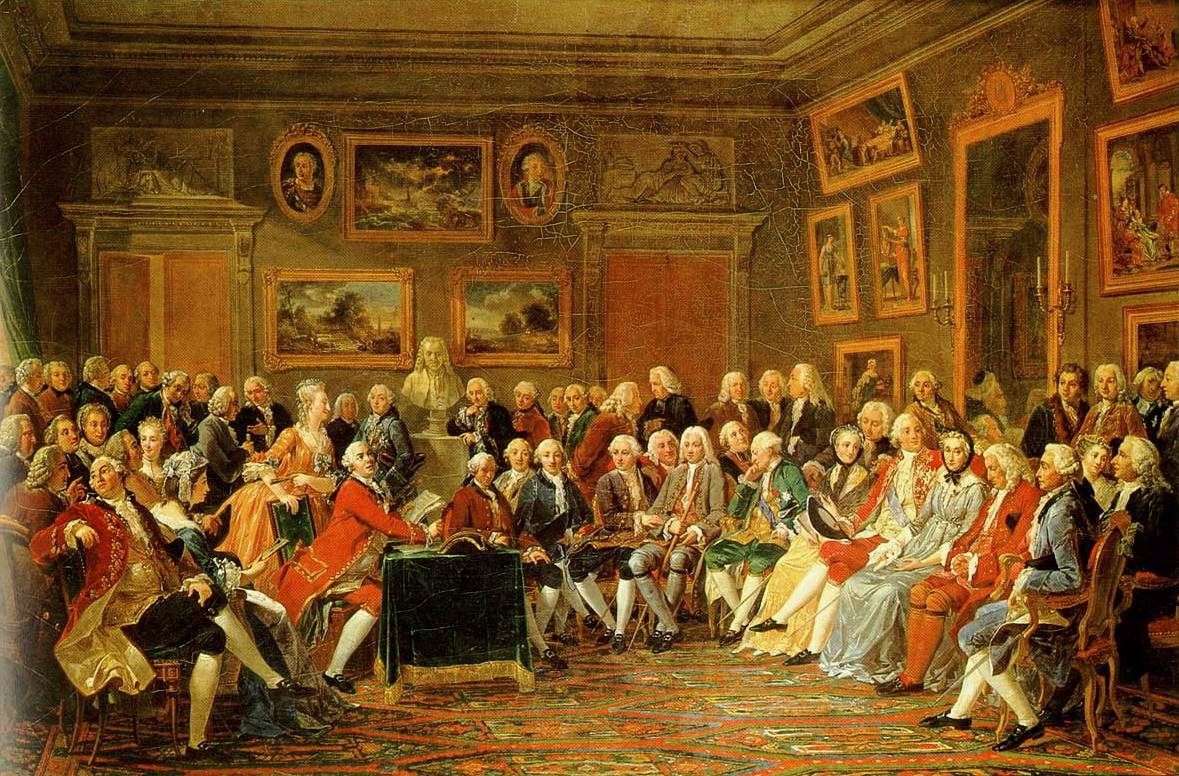
Lectura de la tragedia El huérfano de la China de Voltaire en el salón de madame Geoffrin en 1755 (1812), por Lemonnier, castillo de Malmaison. Fue un encargo de la emperatriz Josefina. Entre los asistentes, en presencia de un busto de Voltaire, entonces exiliado, están entre otros Montesquieu, Rousseau y otros numerosos enciclopedistas y pensadores de la Ilustración francesa.

François-Marie Arouet era hijo del matrimonio entre el notario François Arouet, que vendió su oficio para ser consejero del rey y trabajar como tesorero de la Cámara de Cuentas de París (1650-1722), y Marie Marguerite d'Aumard (1660-1701), proveniente de una familia de Poitou-Charentes y fallecida cuando él contaba apenas siete años de edad. De constitución enfermiza él también, Voltaire en realidad nació el 21 de noviembre de 1694 en una propiedad paterna de Châtenay-Malabry. Tuvo cuatro hermanos, pero solo dos además de él alcanzaron la edad adulta: Armand Arouet (1685-1765), abogado en el Parlamento de París, muy comprometido a favor del jansenismo en la época de la Fronda, y su hermana Marie Arouet (1686-1726), la única de la familia que inspiró afecto al escritor, casada con Pierre François Mignot, corrector de la Cámara de Cuentas. Marie fue madre del abate Mignot y de Marie-Louise, la futura «Madame Denis» que compartió como amante del escritor más de veinte años del último tramo de su vida. Estudió latín y griego en el colegio jesuita Louis-le-Grand (1704-1711) durante los últimos años del reinado de Luis XIV y allí trabó amistad con los hermanos René-Louis y Marc-Pierre Anderson, futuros ministros del rey Luis XV.
Alrededor de 1706 Voltaire escribió la tragedia Amulius y Numitor, de la que se encontraron más tarde algunos fragmentos que se publicaron en el siglo XIX. Entre 1711 y 1713 estudió Derecho sin concluir esa carrera, porque, según le dijo a su padre, quería ser «un hombre de letras» y no un funcionario real más. Su padrino, el abate de Châteauneuf, lo introdujo en un grupo libertino, la Sociedad del Temple, y en esa época recibió una cuantiosa herencia de la anciana cortesana Ninon de Lenclos, a quien fue ofrecido, con el propósito, declarado por ella, «de que se comprara libros».
En 1713 obtuvo el cargo de secretario de la embajada francesa en La Haya; allí compuso la Oda sobre las desgracias del tiempo, pero el embajador lo devuelve a París en ese mismo año porque sostuvo un idilio con una joven refugiada hugonota francesa llamada Catherine Olympe Dunoyer, «Pimpette». Durante esa época empezó a escribir su tragedia Edipo, que no se publicó hasta 1718, y comienza a redactar su poema épico culto La henriada. Desde 1714 trabaja como escribiente en una notaría y es el invitado inevitable de los salones parisinos y de las veladas con la duquesa de Maine en el castillo de Sceaux, donde conoció a las celebridades de la época, así como de las cenas galantes de los nobles libertinos, que ameniza con sus versos atrevidos y bons mots. En esta época compone dos poemas escandalosos, Le Bourbier y L'Anti-Gitón, semejantes a los relatos eróticos en verso de La Fontaine. A la muerte de Luis XIV en 1715, el duque de Orleáns asumió la regencia y el joven Arouet escribió una sátira contra los amores incestuosos entre él y su hija, la duquesa de Berry, lo que le valió la reclusión por once meses en la Bastilla (desde mayo de 1717 hasta abril de 1718), tiempo que dedicó a estudiar literatura. Una vez liberado, fue desterrado a su casa natal de Châtenay-Malabry, donde adoptó el pseudónimo de Voltaire, probable anagrama de Arovet L[e] I[eune]. Un retrato escrito de la misma época lo describe así:

Es magro y de temperamento seco; tiene la bilis quemada, el rostro demacrado y el espíritu ingenioso y cáustico; los ojos, brillantes y astutos. Vivo hasta el aturdimiento, es un fogoso que va y viene, destella y te deslumbra.

En 1718 estrena con éxito su tragedia Edipo; en 1720, Artemira y en 1721 ofrece el manuscrito de su epopeya La henriada al Regente, y la publica en 1723 con el título Poème de la Ligue dedicada al rey Enrique IV, cuya gloria y hazañas constituyen el argumento del texto; la obra alcanza un gran éxito, y Voltaire emprende la redacción de su Ensayo sobre las guerras civiles. En 1722 había fallecido su padre dejándole una importante fortuna, y Voltaire emprende de nuevo un viaje a Holanda acompañado de la hermosa condesa viuda de Rupelmonde. En 1723 ya sostiene otros amores con la marquesa de Bernières. En 1724 estrena Mariana y empieza a sufrir graves problemas de salud; logra no obstante estrenar El indiscreto en 1725, año en que el mismísimo rey Luis XV lo invita a su boda y frecuenta la Corte. Sin embargo, en 1726, como producto de una disputa con el noble caballero De Rohan, con el que había sostenido un altercado por unas palabras (una cita de Cicerón, quien se veía como él atacado por ser un homo novus en el Senado de Roma) que este se tomó a las malas («Señor, yo empiezo mi nombre, mientras que vos acabáis el vuestro»), De Rohan mandó sus lacayos a darle una paliza, y luego rehusó repetidamente dirimir la cuestión en duelo a espada o pistola: no se dignaba por la diferencia de estamento social, pues un plebeyo no posee honor, y un burgués, por méritos que tenga, solo se reduce a ser un mero plebeyo. En realidad, el asunto de fondo había sido la competencia por los favores de una dama. Con todo, Voltaire iba por París buscando al noble y pidiendo una «satisfacción», esto es, un duelo, mientras todo el alto mundo de sangre azul miraba a otra parte. Y como la presencia y demandas de este plebeyo aunque brillante personaje resultaban incómodas para la sociedad estamental, fue encarcelado de nuevo en la Bastilla durante dos semanas por medio de una lettre de cachet. Y en vista de que al cabo de ese tiempo el recluso seguía exigiendo un duelo, se le excarceló solamente a cambio de que jurara exiliarse; Voltaire escogió Gran Bretaña, donde permaneció dos años y medio (1726-1729) a fin de evitar males mayores.
Este hecho enseñó a Voltaire que, aunque había sido acogido con agrado y curiosidad en los salones de la nobleza por sus múltiples y variados talentos, existía una distancia verdadera y real en la sociedad estamental entre los privilegiados (nobleza y clero) y la plebe, que esta no podía traspasar: la ley no era igual para todos; por ello se convirtió en un gran defensor del derecho a una justicia universal: para él todos los hombres son iguales ante la ley, por más que su pragmatismo no le permitiera creer a fondo en el derecho natural, ni tampoco en la bondad congénita del ser humano, como sí hacía Jean-Jacques Rousseau, con el cual se enemistaría más tarde en Suiza sobre todo por sus ideas sobre el teatro. 
Se instaló en Londres, siendo acogido en casa de lord Henry St John, vizconde de Bolingbroke, aunque estuvo tan apurado de dinero que incluso pidió una ayuda económica a su detestado hermano jansenista, del que no obtuvo ni siquiera contestación. Allí Voltaire recibió una influencia determinante en la orientación de su pensamiento; descubrió la ciencia newtoniana, la filosofía empirista y las instituciones políticas inglesas. Aprendió inglés y se transformó en un anglófilo (escribió a Étienne Noël Damilaville: «Ojalá imitemos a los ingleses, que son desde hace cien años el pueblo más sabio y más libre de la tierra»); en 1727 asistió al entierro de sir Isaac Newton en la abadía de Westminster y publicó dos textos en inglés: Ensayo sobre la guerra civil y Ensayo sobre la poesía épica. En 1728 vende por subscripción La henriada en Londres, dedicada a la reina de Inglaterra (Bolingbroke rechazó ese honor). Conoce además al deísta Samuel Clarke, autor del ético axioma de la equidad; al poeta filosófico Alexander Pope y al satírico Jonathan Swift, a los que conoce en casa de Bolingbroke y en la tertulia satírica común del club Scriblerus, así como al filósofo liberal John Locke, cuya obra admira; se sorprende de la enorme tolerancia y variedad religiosa de los ingleses y de la veneración que sienten por Shakespeare, cuyo monólogo de Hamlet traduce, aunque abomina de su estilo retórico e hinchado y de su falta de unidades aristotélicas.
Cuando regresó a Francia en 1729, Voltaire había concebido tres propósitos fundamentales: primero, hacerse rico lo antes posible para no morir en la miseria como muchos otros hombres de letras; en segundo lugar, fomentar la tolerancia y combatir el fanatismo; y, en último lugar, difundir el pensamiento del científico Isaac Newton y las ideas políticas liberales del filósofo John Locke publicando en francés sus Cartas filosóficas o inglesas, que hicieron aparecer a la sociedad francesa como atrasada e intolerante causando gran controversia y escándalo. Y así fue, en efecto; Condorcet, en su Vida de Voltaire, escribió: «Esta obra fue para nosotros el inicio de una revolución». Asimismo, compuso su Historia de Carlos XII y su tragedia Brutus.

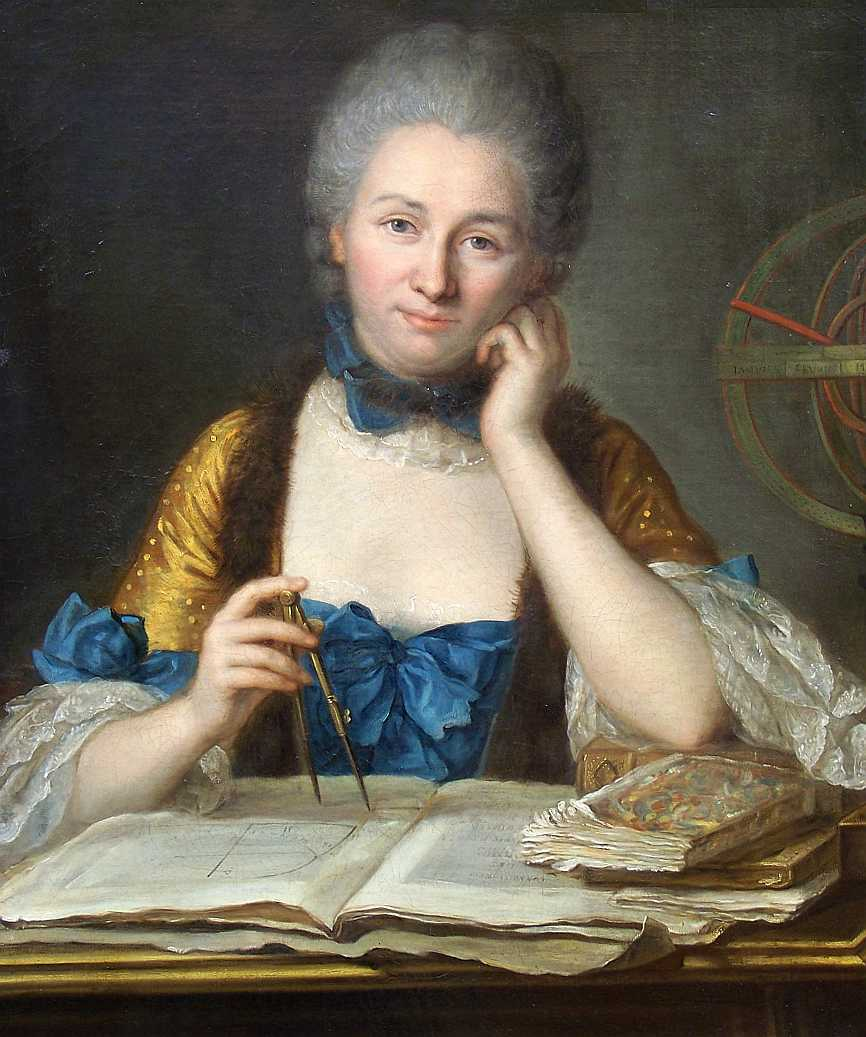
Retrato de la científica madame Émilie du Châtelet, el gran amor de Voltaire, por Maurice Quentin de La Tour.

Para hacerse rico se unió al proyecto del matemático Charles Marie de la Condamine de explotar un defecto del sistema de lotería que había concebido el ministro de Finanzas Michel Robert Le Pelletier-Desforts comprando los bonos baratos que daban derecho a acumular casi todos los números de la misma. El sistema funcionó, y a pesar del pleito que interpuso el ministro los socios no habían hecho nada ilegal y Voltaire acrecentó además su fortuna adquiriendo una remesa de plata americana en Cádiz y especulando en diversas operaciones financieras, de manera que se volvió uno de los mayores rentistas de Francia.
En 1731 se publica al fin su Historia de Carlos XII, donde esbozaba los problemas y tópicos que, más tarde, aparecerán en sus Cartas filosóficas (1734); por ejemplo, defendía a machamartillo la tolerancia religiosa y la libertad ideológica; tomaba como modelo la permisividad inglesa y su laicismo y acusaba al cristianismo de constituir la raíz de todo fanatismo dogmático. La Historia de Carlos XII es retirada por el gobierno, pero circula de forma clandestina. En 1732 estrena su Éryphile (Semíramis), pero alcanza su máximo éxito teatral con Zaïre (1732), una tragedia escrita en tres semanas. En 1733 publica El templo del gusto e inicia su relación con la matemática y física madame Émilie du Châtelet. Por fin publica las explosivas Cartas filosóficas en 1734, que son condenadas de inmediato a la hoguera. No se tardó, por este motivo, en ordenarse su detención el mes de mayo. Voltaire, que lo tenía previsto, abandonó París y se refugió en el castillo en Cirey-sur-Blaise (Champagne) de la marquesa du Châtelet, con la que estableció una larga relación amorosa de dieciséis años y con la que trabajará en su obra Elementos de la filosofía de Newton, donde resumía y divulgaba en francés la nueva física del genio inglés. En este retiro vivirá durante diez años consagrado a las letras y, correspondiendo a la amabilidad de la marquesa y de su marido, que le habían facilitado tan magnífica seguridad, Voltaire arregló sus asuntos económicos, concluyó satisfactoriamente sus pleitos, restauró el castillo, añadió además una galería y lo dotó con un amplio gabinete para los experimentos de física de la marquesa, así como con una biblioteca de 21.000 volúmenes escogidos. Voltaire logró así la necesaria tranquilidad para documentar y escribir sus obras y dedicarse a la lectura y a la ciencia junto a la marquesa:

Estaba harto de la vida ociosa y turbulenta de París, de la muchedumbre de petimetres, de los malos libros impresos con la aprobación y el privilegio del Rey, de las cábalas de los hombres de letras, de las bajezas y del bandidaje de los miserables que deshonran la literatura.

Recibieron allí a los matemáticos Samuel Koenig (1712-1757), que estuvo dos años, y Johann Bernoulli; al filósofo Maupertuis, que le tomó una gran ojeriza a Voltaire, y al físico y escritor veneciano Francesco Algarotti, todos newtonianos y ninguno cartesiano ni mucho menos leibniziano; de hecho, escribió Voltaire, siempre buscándose problemas: Descartes hacía ciencia como quien hace una novela: todo era verosímil, pero nada verdadero.
En esta misma época retomó su carrera dramática escribiendo Adélaïde du Guesclin (1734), primera pieza del clasicismo que se alejaba de los temas grecolatinos para abordar la historia de Francia; La muerte de César (1735), Alzira o los americanos (1736), que inspiró la ópera homónima de Verdi, y El fanatismo o Mahoma (1741). También El hijo pródigo (1736) y Nanine o el prejuicio vencido (1749), que tuvieron menos éxito que los anteriores, a pesar de que Voltaire se procuraba muy hábilmente una claque para asegurarse el éxito; y es que los enemigos de Voltaire preferían aplaudir y auspiciar los dramas de su gran rival en los teatros, Crébillon hijo, alguien de orígenes muy parecidos a los suyos, pero nada crítico ni satírico. Voltaire llegaría a escribir unas cincuenta tragedias, algunas inéditas y en general recibidas con éxito, pero hoy ya definitivamente olvidadas, si bien Zaïre y Alzira fueron las más afamadas.
En 1741 se encuentra con Felipe Stanhope de Chesterfield en Bélgica, e inspirándose en este encuentro escribe la novela Los oídos del Conde de Chesterfield, y el capellán Gudman.

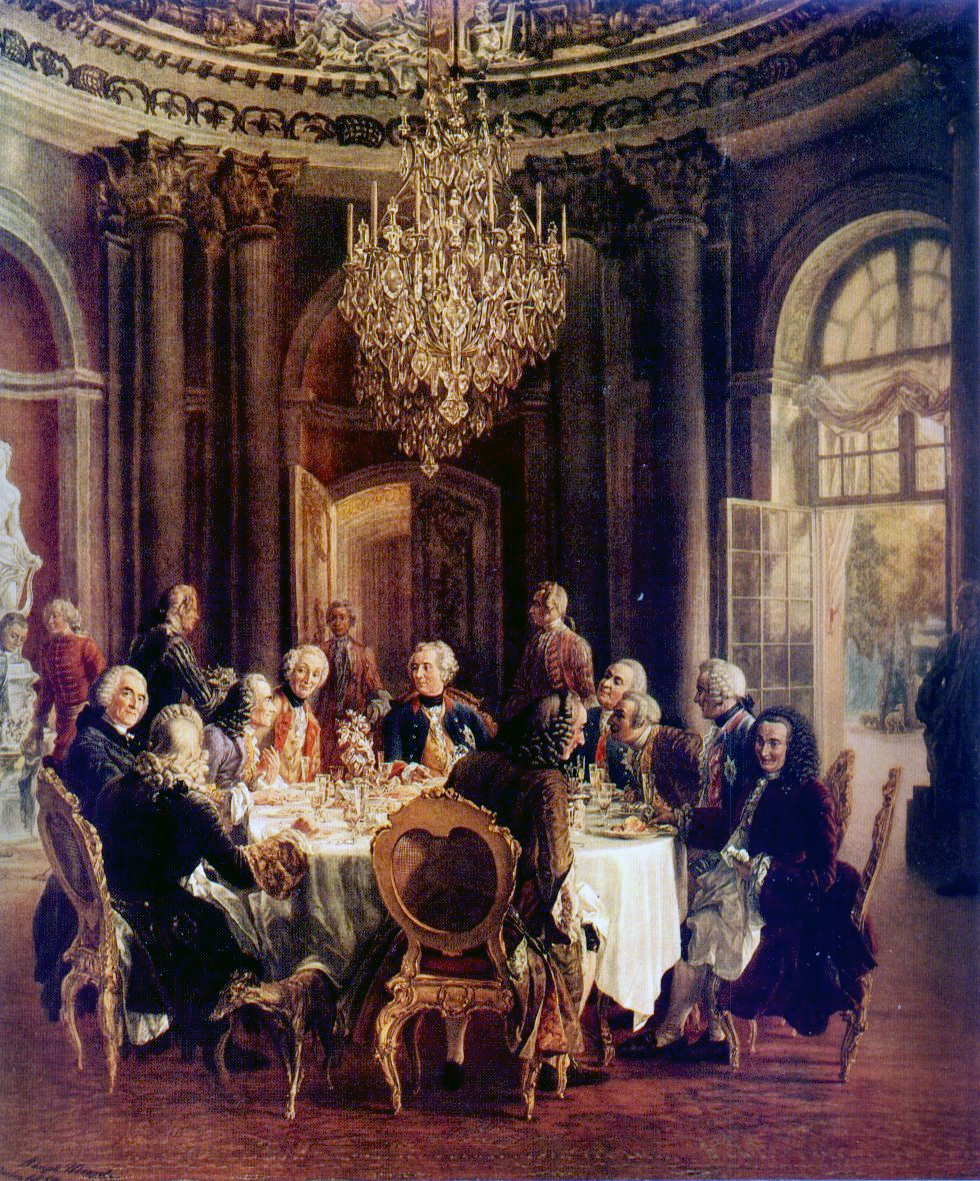
Voltaire, a la izquierda, en la corte de Federico II de Prusia. Fue este último quien pronunció la famosa frase «Todo para el pueblo, pero sin el pueblo», cita que resume el despotismo ilustrado.

En 1742 su Mahoma o el fanatismo es prohibida y, un año después, publica Mérope. Por esta época, Voltaire viajó a Berlín, donde fue nombrado académico, historiógrafo y Caballero de la Cámara real. Tras una relación de dieciséis años con Voltaire, la marquesa du Châtelet se enamoró violentamente del joven poeta Jean-François de Saint-Lambert; Voltaire los descubrió y, tras un rapto de furia, consintió la situación; pero la marquesa había quedado embarazada y en 1749 falleció inesperadamente de las complicaciones del parto; Voltaire quedó muy deprimido y decidió huir aceptando la nueva invitación a Berlín de Federico II de Prusia, algo que disgustó profundamente al rey francés Luis XV. Incluso se alojó en su palacio de Sanssouci (Potsdam) para participar en las tertulias a las que era tan aficionado el despótico pero ilustrado monarca. Durante aquella época publicó la primera versión completa de El siglo de Luis XIV (1751) y continuó, con Micromegas (1752), la serie de sus cuentos iniciada con Zadig (1748). Debido a algunas disputas con Federico II, en especial por su desencuentro con el recién nombrado presidente de la Academia de Berlín, el filósofo materialista Maupertuis, a quien había nombrado personalmente Federico y contra el cual ya estaba previamente indispuesto, huye de Prusia en 1753, pero es retenido en Fráncfort por un agente del rey y tiene que sufrir diversas vejaciones antes de que le deje entrar en Francia; pero, debido a la negativa del rey Luis XV de aceptar su vuelta, tuvo que refugiarse en Suiza, en una mansión y finca rural, Les Délices, que compró en Saint-Jean, a riberas del lago Leman y frente a la ciudad de Ginebra. Allí se estableció con su sobrina, la señora Denis, y construyó además de su propio peculio un teatro donde representó Zaïre y su última tragedia L'Orphelin de la Chine. 
Cuando Rousseau publica en 1755 su Discurso sobre la desigualdad, que complementaba su Discurso sobre las ciencias y las artes (1750), Voltaire empieza a indisponerse contra el ginebrino. La crítica que este hace de la civilización, la denuncia del "lujo", el afincar el principio de la desigualdad social en el concepto de propiedad y la exaltación del primitivismo del prerromántico Rousseau solo podían enfrentarse a la incomprensión de Voltaire, quien le respondió con su habitual ironía:

He recibido, señor, su nuevo libro contra el género humano; se lo agradezco […] Nunca se usó tanto talento en querer hacernos bestias. Dan ganas de caminar en cuatro patas cuando se lee su obra. Sin embargo, como hace más de sesenta años perdí esa costumbre, siento lamentablemente que me es imposible retomarla.

El terremoto de Lisboa en 1755 lo impresionó fuertemente y le hizo pensar sobre el sinsentido de la historia y el sentido del mal. Publicó al respecto el Poema sobre el desastre de Lisboa, inicia sus colaboraciones con la Enciclopedia de Diderot y D'Alembert, y publica siete volúmenes de Ensayos sobre la historia general y sobre las costumbres y el espíritu de las naciones (1756) e Historia del imperio de Rusia bajo Pedro el Grande (1759), obras en que prosigue el espíritu histórico que había iniciado con El siglo de Luis XIV, y en las que centra la historia no en los hombres sino en las manifestaciones del espíritu humano: el arte, las costumbres, las instituciones sociales, las religiones. Sin embargo chocó con la mentalidad calvinista por su afición al teatro y por el capítulo dedicado a Miguel Servet de su Ensayo sobre las costumbres, que escandalizó a los ginebrinos.

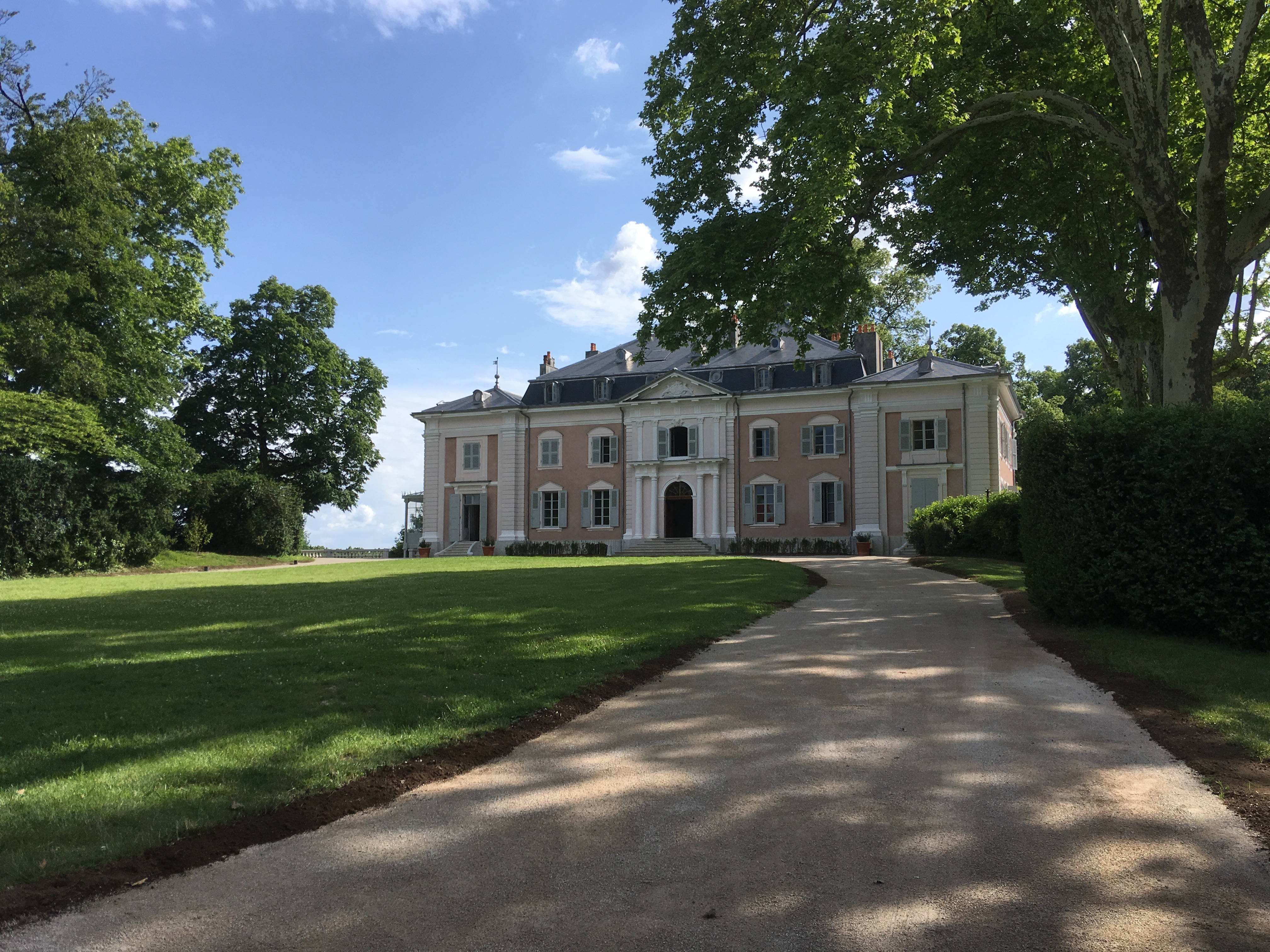
La residencia de Voltaire en Ferney.

Su poema sobre Juana de Arco, la doncella (1755), y su colaboración en la Enciclopedia chocaron además con el partido dévote de los católicos. En cuanto al Poema sobre el desastre de Lisboa (1756), fue quizá su obra poética más lograda, y la novela corta Cándido o el optimismo (1759) resultó de inmediato condenada en Ginebra por sus irónicas críticas a la filosofía leibnitziana y su sátira contra clérigos, nobles, reyes y militares; es, sin embargo, la obra de Voltaire que se ha vuelto más popular y la que todavía en la actualidad se sigue leyendo. En ambas obras, sin embargo, se niega el optimismo de la filosofía leibniziana. 
El famoso terremoto de Lisboa, ocurrido el día de difuntos de 1755 a las nueve de la mañana, servía a Voltaire para protestar por la existencia del mal en general, que no puede ser negada, pues es un hecho, aunque no pueda pasar a ojos de los hombres sin justificación para su sufrimiento ni escándalo para el optimismo ilustrado de la época. Enumera en este poema las justificaciones del mal que se han intentado a lo largo de la historia y finalmente toma el mal como signo de la finitud humana.
Al fin compró una propiedad en Ferney (1758), en Francia pero muy cerca de la frontera suiza, para así poder escapar de un país a otro cuando le persiguieran. Allí vivió durante dieciocho años y recibió a la élite de los principales países de Europa, sosteniendo una gigantesca correspondencia epistolar (se han conservado 15 000 misivas, de un total estimado de 40 000) bajo el lema « Écrasez l'Infâme » («Aplastad a la Infame») con que solía acabar sus cartas. Publica su Cándido (1759) y representa sus tragedias (Tancredo, 1760), multiplicando además los escritos polémicos y subversivos para combatir el fanatismo clerical, en forma de pequeños opúsculos, por ejemplo Las preguntas de Zapata o Los viajes de Scarmentado. De nuevo contra Rousseau, imprime en 1761 sus Cartas sobre la «Nueva Eloísa».
En 1762, Voltaire publicó bajo el título de Testamento de J. Meslier, un texto que presentaba como extracto de otro más voluminoso, encontrado por él y en el cual el sacerdote católico Jean Meslier, cura de Étrépigny, profesaba con determinación su ateísmo y se entregaba a una crítica radical de las injusticias sociales de su tiempo.
Dos años después redactó el Tratado sobre la tolerancia, y en 1764 su Diccionario filosófico. También en ese mismo año divulgó en forma anónima un durísimo libelo contra Jean-Jacques Rousseau, El sentimiento de los ciudadanos, en que revelaba cómo había entregado a sus hijos a la inclusa. Desde entonces, siendo ya Voltaire un personaje famoso e influyente en la vida pública, intervino en distintos casos judiciales, como el caso Jean Calas, que daría pie a la abolición de la tortura judicial en Francia y en otros países y pondría el fundamento de gran parte de los derechos humanos, y en el del caballero de La Barre, que estaba acusado de impiedad, publicando su Relación de la muerte del caballero de La Barre (1766). Promueve así los valores civiles de la tolerancia y la libertad frente a todo dogmatismo y fanatismo. En 1767 publica El ingenuo y en 1768 expulsa de Ferney a su sobrina y amante madame Denis, aunque la deja volver en 1769. En 1773 cae gravemente enfermo, pese a lo cual publica en 1775 su Historia de Jenni y en 1776 otorga testamento.
En 1778 Voltaire volvió a París. Se le acogió con entusiasmo y estrena su Irene en medio de una verdadera apoteosis; tras recibir innumerables visitas su estado se agrava y muere el 30 de mayo de ese mismo año, a la edad de 83 años. En 1791, sus restos fueron trasladados al Panteón.

## Obra

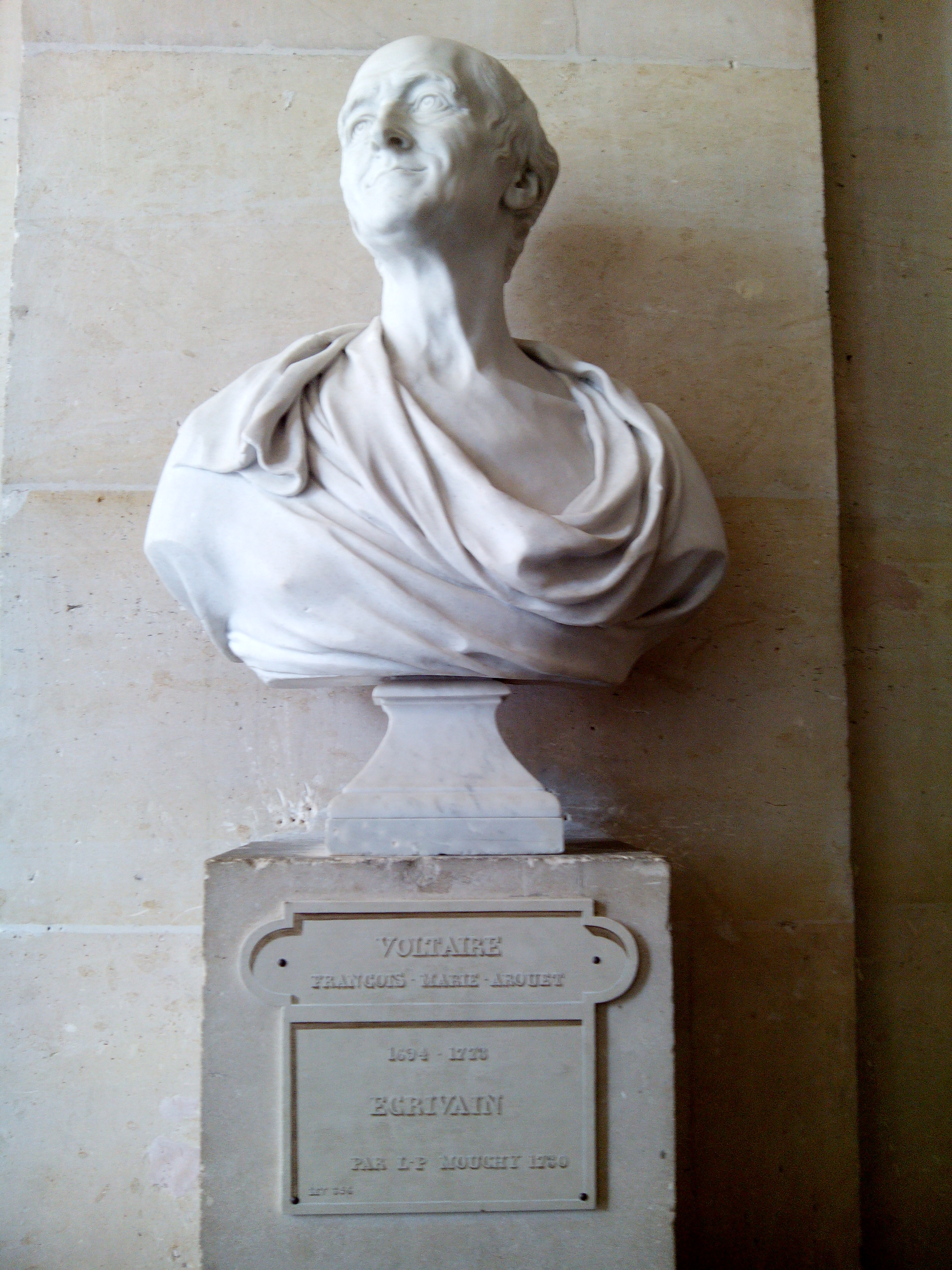
Busto de Voltaire en el palacio de Versalles.

Voltaire alcanzó la celebridad gracias a sus escritos literarios y sobre todo filosóficos, donde mostró su hipercriticismo. Voltaire no ve oposición entre una sociedad alienante y un individuo oprimido, idea defendida por Jean-Jacques Rousseau, sino que cree en un sentimiento universal e innato de la justicia, que tiene que reflejarse en las leyes de todas las sociedades: la ley debería ser igual para todos. La vida en común exige una convención, un «pacto social» para preservar el interés de cada uno. El instinto y la razón del individuo le llevan a respetar y promover tal pacto. El propósito de la moral es enseñarnos los principios de esta convivencia fructífera. La labor del hombre es tomar su destino en sus manos y mejorar su condición mediante la ciencia y la técnica, y embellecer su vida gracias a las artes: «Cultivar el propio jardín», como concluye al final en su Cándido. Como se ve, su filosofía práctica prescinde de Dios, aunque Voltaire no es ateo: como el reloj supone el relojero, el universo implica la existencia de un «eterno geómetra». Sin embargo, tampoco se puede decir que Voltaire sea deísta, ya que, por ejemplo, el Cap. XXIII de su Tratado sobre la tolerancia, es una Oración a Dios, que comienza así: "Ya no es por lo tanto a los hombres a los que me dirijo, es a ti, Dios de todos los seres, de todos los mundos y de todos los tiempos: si está permitido a unas débiles criaturas perdidas en la inmensidad e imperceptibles al resto del universo osar pedirte algo, a ti que lo has dado todo, a ti cuyos decretos son tan inmutables como eternos, dígnate mirar con piedad los errores inherentes a nuestra naturaleza; que esos errores no sean causantes de nuestras calamidades. Tú no nos has dado un corazón para que nos odiemos y manos para que nos degollemos; haz que nos ayudemos mutuamente a soportar el fardo de una vida penosa y pasajera ..." 
Sin embargo, no cree en la intervención divina en los asuntos humanos y denuncia el providencialismo en su cuento filosófico Cándido o el optimismo (1759). Fue un ferviente opositor de la Iglesia católica, símbolo según él de la intolerancia y de la injusticia. Se empeña en luchar contra los errores judiciales y en ayudar a sus víctimas. Voltaire se convierte en el modelo para la burguesía liberal y anticlerical y en la pesadilla de los religiosos.
Pese a su crítica intransigente de la Iglesia católica, Voltaire ha pasado paradójicamente a la Historia por acuñar el concepto de tolerancia religiosa. Fue un incansable luchador contra la intolerancia y la superstición y siempre defendió la convivencia pacífica entre personas de distintas creencias y religiones.
Sus escritos siempre se caracterizaron por la llaneza del lenguaje, huyendo de cualquier tipo de grandilocuencia. Maestro de la ironía, que caracteriza su estilo junto a una lengua purista, directa y clásica, la utilizó siempre para defenderse de sus enemigos, de los que en ocasiones hacía burla demostrando en todo momento un finísimo sentido del humor. Conocidas son sus discrepancias con Montesquieu acerca del derecho de los pueblos a la guerra, y el despiadado modo que tenía de referirse a Rousseau, achacándole sensiblería e hipocresía.

## Su moral
No comparto lo que dices, pero defenderé hasta la muerte tu derecho a decirlo.
Cita apócrifa de Voltaire.

Voltaire defendió la tolerancia por encima de todo. Esta célebre frase, que se le atribuye erradamente, pretende resumir su postura sobre este asunto.
En el pensamiento del filósofo inglés John Locke, Voltaire encuentra una doctrina que se adapta perfectamente a su ideal positivo y utilitario. Locke aparece como el defensor del liberalismo, afirmando que el pacto social no suprime los derechos naturales del individuo. En resumen, solo aprendemos de la experiencia; todo lo que la supera solo es hipótesis; el campo de alguien coincide con el de lo útil y de lo comprobable.
Voltaire saca de esta doctrina la línea directriz de su moral: la labor del hombre es tomar en su mano su propio destino, mejorar su condición, garantizar, embellecer su vida con la ciencia, la industria, las artes y por una buena política de las sociedades. Así la vida no sería posible sin una convención donde cada uno encuentra su parte. A pesar de que se expresan por leyes particulares en cada país, la justicia, que asegura esta convención, es universal. Todos los hombres son capaces de concebir la idea, primero porque todos son seres más o menos razonables, luego porque son todos capaces de comprender qué es lo inútil y útil a cada uno. La virtud, «comercio de beneficios», es dictada a la vez por el sentimiento y por el interés. El papel de la moral, según Voltaire, es enseñarnos los principios de esta «política» y acostumbrarnos a respetarlos.

## Aspectos

### Crítica al judaísmo
Voltaire criticó en numerosas ocasiones la pretensión del pueblo judío de ser el pueblo elegido por Dios y se hizo eco de los prejuicios habituales en su época contra los judíos. Esta actitud crítica, que ha llevado a algunos a tildarle de antisemita o antijudío, se inscribe en la hostilidad general del autor contra la religión, que lo llevó a atacar con idéntico celo a cristianos y musulmanes. Por ello, muchos historiadores consideran a Voltaire antirreligioso en general, antes que antisemita o anticristiano, mas no por eso se lo debe considerar intolerante a las religiones, ya que puede no aceptar los dogmas religiosos, y sin embargo, tolerarlos. También hay que tener en cuenta que Voltaire era masón y admirador de la cábala judía, con lo cual sus críticas pudieron deberse a disputas personales más que a un rechazo religioso hacia los judíos.

#### Extractos
(Tomados de su Diccionario filosófico, 1764)
- Artículo sobre los «antropófagos»:

«¿Por qué los judíos no habrían sido antropófagos? Habría sido la única cosa que hubiera faltado al pueblo de Dios para ser el más abominable de la Tierra».
- Artículo sobre los «Estados y gobiernos»:

«... una horda de ladrones y de usureros...».
- Artículo sobre los judíos:

«Me ordena hacerle un cuadro fiel del espíritu de los judíos, y de su historia; y, sin entrar en los caminos inefables de la Providencia, busqué en las costumbres de este pueblo la cadena de acontecimientos que esta Providencia ha preparado».
«Son el último de todos los pueblos entre los musulmanes y los cristianos, y se creen el primero. Este orgullo en su descenso se justifica por una razón sin contrapartida; es que ellos son realmente los padres de los cristianos y de los musulmanes. Las religiones cristiana y musulmana reconocen a la judía como a su madre; y, por una contradicción singular, sienten por esta madre respeto y horror».
«Se desprende de este cuadro resumen que los hebreos casi siempre han sido o errantes, o tunantes o esclavos o sediciosos: aún hoy son vagabundos sobre la tierra, y para horror de los hombres, garantizando que el cielo y la tierra, y todos los hombres, se crearon para ellos solos».

### Voltaire y el dinero

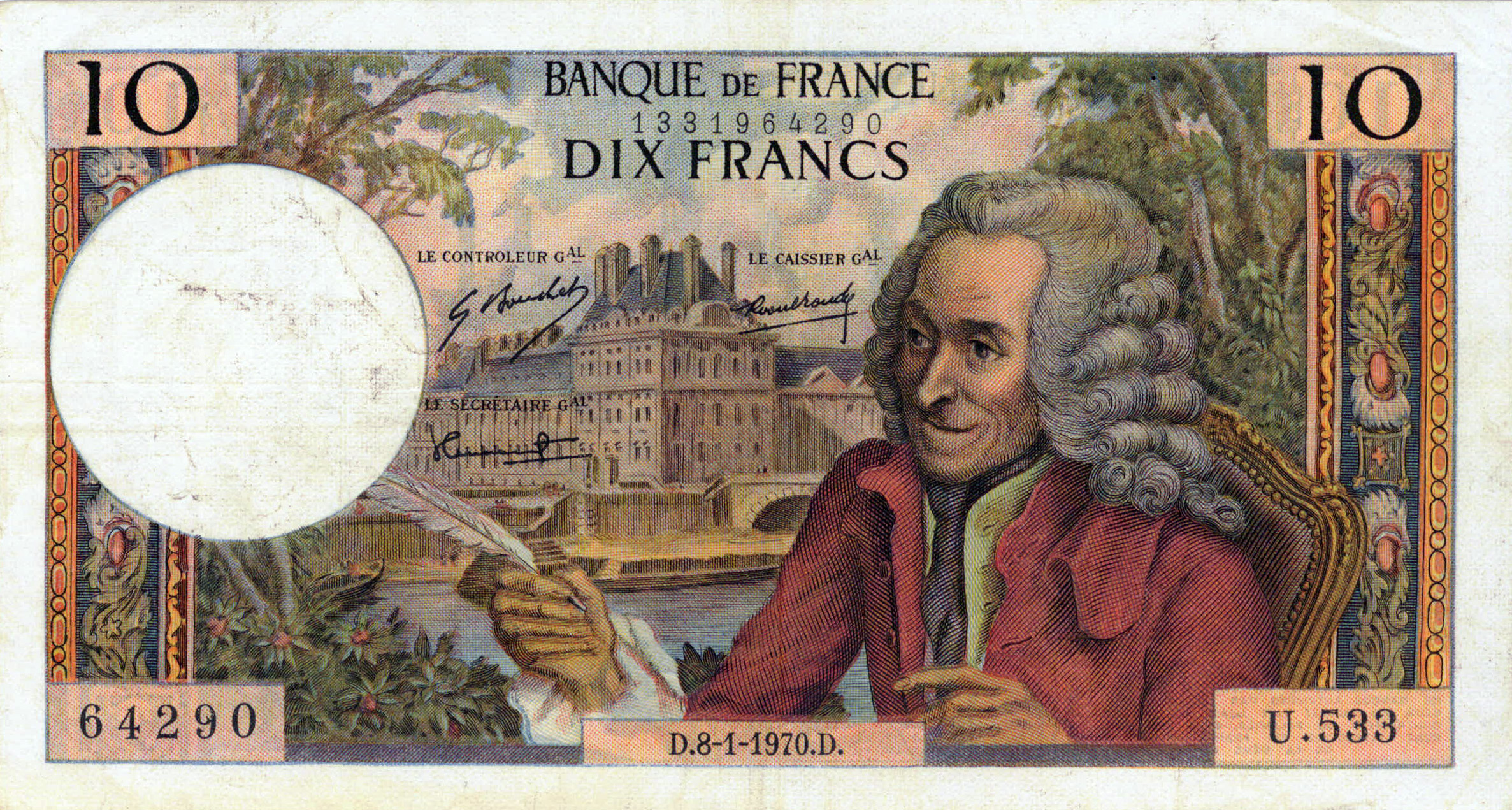
Homenaje a Voltaire en un billete bancario francés de la segunda mitad del.

Voltaire murió siendo inmensamente rico: fue uno de los mayores rentistas de Francia. Es conocida la afición de Voltaire a las aventuras financieras y también al fraude. Algunos de sus recursos fueron:
- su pluma: en su Comentario histórico sobre las obras del autor de «La henriada», evoca el éxito de esta obra publicada en Gran Bretaña, gracias a la protección del rey.
- el mecenazgo de los príncipes, según las épocas Jorge I de Gran Bretaña, Luis XV de Francia, Federico II de Prusia, Catalina II de Rusia.
- las rentas de los habitantes de Ferney.
- inversiones diversas: lotería, préstamos a la aristocracia, inversiones marítimas: en 1758 entraron en el puerto de Cádiz barcos cargados de oro de América, donde había colocado parte de su fortuna. Respecto a los negocios de banca, dijo en una ocasión: «Si ve usted alguna vez a un banquero suizo saltar por una ventana, salte en pos usted también: seguro que hay algo que ganar».[cita requerida]
- el comercio triangular de esclavos.

Un caso recogido en una de sus muchas biografías:

La experiencia le demuestra que el único modo de ser independiente y libre es ser rico; a conseguir este objetivo dedicará muchos afanes que se verán premiados con éxito. Un cálculo equivocado del contrôleur général Pelletier-Desforts le permite sentar las bases de su fortuna: se había anunciado una lotería para liquidar deudas municipales, y Voltaire y su amigo el matemático La Condamine descubren que comprando todos los billetes se puede ganar un millón; se forma una sociedad con la ayuda de los hermanos Paris-Duverney y se reparten los beneficios y todo ese caudal se incrementa con otros negocios.
Pujul (1999, p. 39)

### Voltaire y el diluvio: un error de apreciación
La presencia de fósiles marinos en la cima de las montañas fue considerada en su época como una prueba de haber estado bajo el agua y, por consiguiente, el diluvio. Voltaire no admitía esta interpretación, ni siquiera la idea de que hayan podido estar algún día fondos marinos donde se encuentran las montañas. Apoyaba su idea en el Diccionario filosófico mostrándose sorprendido de que nadie haya pensado en una explicación, según él, bastante más simple: que cruzados o peregrinos hayan tirado moluscos de los que tenían entre sus provisiones para su viaje. A todo esto hay que añadir que tampoco el diluvio ha sido el causante de la altitud de estos fósiles, sino la deriva continental y la orogénesis.

### Voltaire y la esclavitud
Voltaire cree posible humanizar la esclavitud. La falta de humanidad de los patrones es la que causa los males de la esclavitud. No critica el principio, solo la forma, lo que se ve reflejado en Cándido.
Sin embargo, se entusiasma en la liberación de sus esclavos por los cuáqueros de Pensilvania en 1769. Se interesa aún más por «los esclavos de los monjes» de Pays de Gex, que son «más infelices que los negros». Al respecto, Salvador Dalí pintó un famoso cuadro: Mercado de esclavos con la aparición del busto invisible de Voltaire (1940).

### Voltaire y el fanatismo
Toda la obra de Voltaire es un combate contra el fanatismo y la intolerancia, y eso desde La henriada, en 1723. «Entendemos hoy en día por fanatismo una locura religiosa, oscura y cruel. Es una enfermedad que se adquiere como la viruela» (Diccionario filosófico, 1764, artículo «Fanatismo»).

### Voltaire y la historiografía
Voltaire fue también historiador. Acuñó la expresión «filosofía de la historia», contraponiéndola de forma polémica a la teología de la historia, habitual hasta entonces, que explicaba los acontecimientos históricos recurriendo a una supuesta intervención divina en los hechos.
Se interesó por el estudio del pasado, primero mediante sus tragedias, algunas de las cuales abordan temas históricos y presentan personajes que existieron realmente. En La henriada describe la historia épica de Francia, centrándose en Enrique IV, fundador de la monarquía de los Borbones en Francia, que puso fin a las guerras religiosas. También escribió la historia de Carlos XII de Suecia. Más tarde, escribió las obras El siglo de Luis XIV y Ensayo sobre las costumbres.
Como historiador, Voltaire rechaza tanto la «teología de la historia» como la «historia erudita». Ridiculiza sin piedad las interpretaciones religiosas que se han dado en la historia, como la de Agustín de Hipona, según el cual todo lo sucedido en la antigüedad gira en torno al pueblo de Palestina.

#### Tipos de historia
1. Historia de las opiniones.
2. Historia de las artes. Es la parte más interesante de la historia, y será la que desarrollen los enciclopedistas.
3. Historia natural. Aquí se tomó la palabra historia por su valor etimológico, que según Heródoto era el de investigar. Para Voltaire no debía estar encuadrada en el género de la historia.
4. Historia de los acontecimientos, que a su vez se divide en:
  1. Sagrada. A Voltaire no le cabe duda de que la Biblia y la Ilíada son parte de la historia.
  2. Profana. La constituyen los relatos de los padres a los hijos. Cuantas más generaciones pasan, los datos son más improbables, por lo que estos datos de los pueblos son prescindibles.[24]

Para este autor la historia debe ser un género del que se excluya todo aquello que se considere falso.

#### Historia de Carlos XII
Su primera obra histórica, 1730, considerando lo anterior como fábula. Carlos XII de Suecia reinó a finales del siglo XVII y a comienzos del XVIII. Le llamaban el Alejandro del Norte. Es el rey que lleva a la guerra del Norte, entre Suecia y todas las demás potencias. Después de varias victorias, Suecia cae derrotada y entra en crisis, a la vez que aumenta la potencia rusa. Voltaire no elige a este soberano para hacerle un canto, sino para demostrar cómo, aunque era una persona que tenía todas las virtudes, lleva a su país a la derrota.
Para el autor, solo hay dos tipos de acontecimientos que se salvan de estar en una obra histórica:
- Los que llevan a cabo profundas transformaciones.
- Los que son retratados por grandes escritores.

Por lo tanto, el libro de Voltaire tiene un carácter educativo. Aun así, su método no es diferente al de los otros historiadores, consiste en buscar testigos presenciales para reconstruir la verdad.

#### El siglo de Luis XIV
Es además de la historia de un rey, un planteamiento sobre el tema del progreso, convirtiéndose este en su propósito central. Voltaire pensaba que el progreso en la historia es relativo, aunque sí que se podía encontrar esto. Cree que hay cuatro momentos en que las luces habían crecido y que son:
- El siglo de Pericles.
- El siglo de César y de Augusto.
- El Renacimiento en Europa.
- El siglo de Luis XIV.

Se trata de analizarlo todo, es una historia total en cierto modo. Voltaire habla de política, religión, literatura y su conclusión es que se va a producir un cierto progreso.

#### Ensayo sobre las costumbres

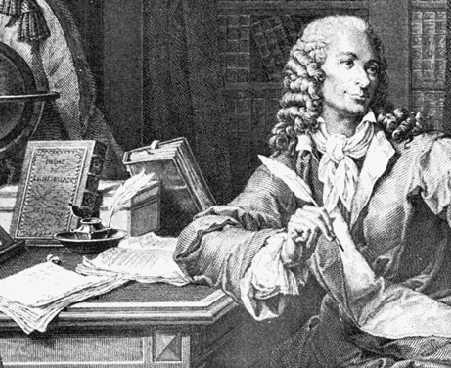
Voltaire en su despacho.

Pese a su título resumido (el completo es Ensayo sobre la historia general y sobre las costumbres y el espíritu de las naciones y sobre los principales hechos desde Carlomagno hasta Luis XIII), es en realidad un tratado de historiología o filosofía de la historia donde se rechaza el eurocentrismo y la visión exclusivamente cristiana de la historia que se encuentra en Bossuet, para la cual los estados cristianos son muy superiores a los chinos, hindúes e islámicos. Voltaire señala que, por ejemplo, el feudalismo es un régimen que se basa en la falta de derechos de la esclavitud, como el Islam, e, inspirándose en el escepticismo de Pierre Bayle, elogió algunos gobiernos hindúes y chinos. Sostuvo que el cristianismo no era esencial para alcanzar una civilización avanzada y altamente moral. Esto impulsó la crítica del jesuita Claude-Adrien Nonnotte en varias obras, a las cuales respondió Voltaire en diversos apéndices a la obra.
En el prefacio de Ensayo sobre las costumbres, Voltaire se dirige a los lectores planteando que el pasado es inabarcable, no se podría reflejar en libros. Lo que el historiador hace es seleccionar, así los historiadores cristianos habían hablado sobre la ciudad de Dios. Ahora Voltaire rechaza este criterio. Lo que para él merece la pena es hablar sobre el espíritu, las costumbres y el uso de las naciones apoyándose solamente en hechos que sean imprescindibles. Saber datos no es el objetivo de la historia, sino los usos y las costumbres. Siempre la historia es una selección que se hace de acuerdo con una teoría. No es necesario saber todos los reyes que han reinado en un país sino los que fueron decisivos. El historiador debe escoger lo que le es útil dentro de ese gran almacén que es la historia. Para él, la historia tiene solo utilidad de enseñar lo que es la Ilustración.
Voltaire quiere relativizar todo lo que se considere absoluto, la historia antes había sido eurocéntrica, ahora relativiza este concepto. También quiere poner de manifiesto el fanatismo y la crueldad contra los que él lucha (sobre todo los de la Iglesia). Pretende debatir lo que es razonable. Voltaire quiere demostrar cómo las Cruzadas que él analiza no se produjeron por causas espirituales, sino económicas.

#### Cándido
Hace también una crítica al optimismo histórico, sobre todo a Leibniz, que creía que todo lo que sucedía era con el fin de alcanzar el mejor de los objetivos. Esta surge a raíz del terremoto de Lisboa, con el que se demuestra que no vivimos en el mejor de los mundos posibles. Hace un libro donde se reflejan estas concepciones del destino, que es Cándido, en el que a uno de los discípulos de Leibniz durante toda la narración le están ocurriendo desgracias, pero al final acaba bien.

#### Diccionario filosófico
En el Diccionario filosófico, Voltaire define a la historia como «el relato de los hechos que se consideran verdaderos» y la fábula como «el relato de los hechos que se consideran falsos». Define la historia como la subjetividad del autor. Hay que tener en cuenta que en su época la historia aún no existía como género independiente.

### Voltaire y las mujeres
También en el Diccionario filosófico (1764) Voltaire hace derivar la superioridad masculina de una mayor fuerza física por lo que considera que las mujeres son más débiles y lo físico, para este pensador, determina siempre las cualidades morales de cada individuo. No están hechas para trabajos penosos como albañilería o la metalúrgica. Considera que las mujeres deben llevar una vida sedentaria y ocuparse de los hijos, tienen un carácter más dulce pero carecen de la capacidad creadora de los hombres. Lo que explicaría según Voltaire que a lo largo de los siglos aparezcan mujeres eruditas o guerreras pero nunca inventoras.

### Voltaire poeta
Voltaire estimaba mucho sus versos y se autodenominaba poeta (precisemos que en el siglo XVIII, el concepto de poeta incluía a quienes escribían poesía y a quienes eran dramaturgos); fue considerado en su siglo como el sucesor de Corneille y de Racine, a veces incluso como triunfador; sus piezas tuvieron un inmenso éxito y el autor conoce la consagración en 1778 cuando, en la escena de la Comedia Francesa, la famosa actriz Clairon corona su busto con laureles, delante de un público entusiasta.

## Serendipia imitando a Jonathan Swift
Jonathan Swift, contemporáneo de Voltaire, publicó Los viajes de Gulliver en 1726, haciendo alusión a dos supuestas lunas que orbitaban Marte, dando sus distancias al planeta y sus períodos de rotación con gran precisión para la época. Hay que tener en cuenta que Jonathan Swift escribió la novela un siglo y medio antes del descubrimiento oficial de las dos lunas de Marte (Asaph Hall las descubrió en 1877).
Voltaire, gran lector y admirador de Swift, escribió en su novela Micromegas (1752) haciendo mención a los dos satélites del planeta Marte:

... Al salir de Júpiter atravesaron un espacio de cerca de cien millones de leguas, y costearon el planeta Marte, el cual, como todos saben es cinco veces más pequeño que nuestro glóbulo, y vieron dos lunas que sirven a este planeta y no han podido descubrir nuestros astrónomos.
Voltaire, Micromegas, 1752

Aunque siempre se ha querido ver en esto una suerte de misterio conspirativo, en ambos casos los dos autores parece que se estaban haciendo eco de una idea muy corriente en los ambientes intelectuales de la época, surgida de las primeras opiniones del astrónomo Johannes Kepler (previas a que enunciara sus famosas tres leyes), basadas a su vez en una teoría misticista relacionada con los sólidos perfectos. La precisión de los datos, en ambos casos, se debe a los cálculos mecánicos realizados a principios del siglo XVIII con base en la ley de la gravitación universal, referidos a cuál sería el período de rotación y distancia a Marte de un supuesto cuerpo orbitante en torno a dicho planeta. Se trata por tanto de una serendipia, puesto que la óptica disponible durante la vida de ambos autores no permitía ver esos cuerpos celestes tan pequeños y que se separan tan poco de la esfera de Marte.
Debido a estas coincidencias, los dos mayores cráteres en Deimos (de unos 3 km de diámetro cada uno) fueron bautizados como «Swift» y «Voltaire».

## Apreciación e influencia
Según Victor Hugo, "Nombrar a Voltaire es caracterizar todo el siglo XVIII". Goethe consideraba a Voltaire como la mayor figura literaria de los tiempos modernos, y posiblemente de todos los tiempos. Según Diderot , la influencia de Voltaire se extendería mucho en el futuro. Napoleón Bonaparte comentó que hasta los dieciséis años "había luchado por Rousseau contra los amigos de Voltaire, hoy es lo contrario, cuanto más leo a Voltaire, más lo amo. Es un hombre siempre razonable, nunca un charlatán, nunca un fanático." (aunque más tarde criticó la obra de Voltaire El fanatismo o Mahoma durante su cautiverio en la Isla Santa Elena). Federico II el Grande comentó sobre su buena fortuna por haber vivido en la era de Voltaire, y tuvo correspondencia con él durante todo su reinado hasta la muerte de Voltaire. El 12 de mayo de 1760, Federico escribió: "Por mi parte, iré al Hades y le diré a Virgilio que un francés lo ha superado en su propio arte. Se lo diré a Sófocles y Eurípides; hablaré a Tucídides de tus historias, a Quinto Curcio Rufo de tu Carlos XII; y tal vez seré apedreado por estos muertos celosos porque un solo hombre ha reunido todos sus diferentes méritos en sí mismo". En Inglaterra, las opiniones de Voltaire influyeron en Godwin, Mary Wollstonecraft, Jeremy Bentham, Lord Byron. 
En Rusia, Catalina la Grande había estado leyendo a Voltaire durante dieciséis años antes de convertirse en emperatriz en 1762. En octubre de 1763, comenzó una correspondencia con el filósofo que continuó hasta su muerte. El contenido de estas cartas se ha descrito como similar a la de un estudiante que le escribe a un maestro. Tras la muerte de Voltaire, la emperatriz compró su biblioteca. Aleksandr Herzen señaló que, "los escritos de Voltaire hicieron más por la liberación que los del amoroso Rousseau por la hermandad". En su famosa carta, Visarión Belinski escribió que Voltaire "apagó los fuegos del fanatismo y la ignorancia en Europa mediante el ridículo".

## Obras

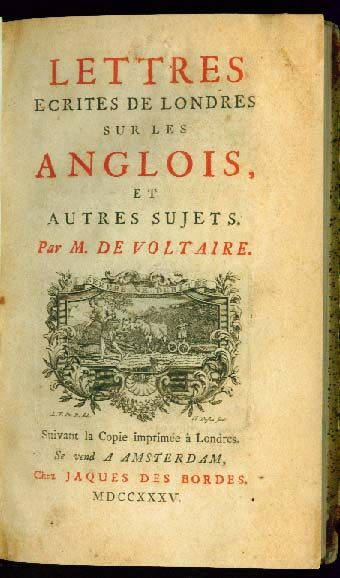
Cartas inglesas.

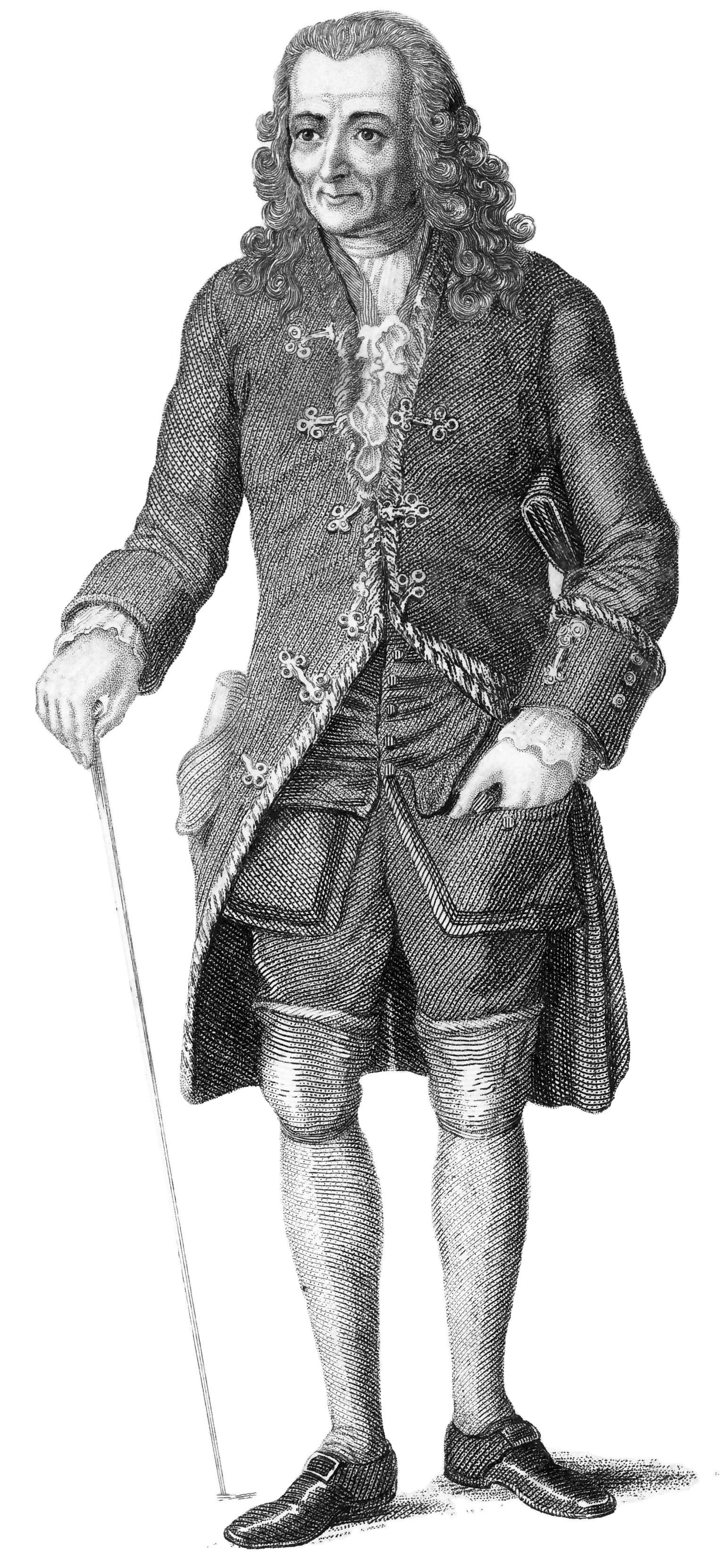
Grabado que representa a Voltaire en el frontispicio de una edición de 1843 del Diccionario filosófico.

Las Obras completas de Voltaire preparadas por Louis Moland para la casa editorial Garnier (París) en 1883 ocupan 50 volúmenes, de ellos uno de introducción que incluye sus Memorias, la biografía de Condorcet, diversos documentos biográficos y una bibliografía de sus obras; seis volúmenes de teatro, tres de poesía, seis de historia, cuatro del Diccionario filosófico, once de misceláneas, uno de narrativa y dieciocho de correspondencia. Se suman a estos cincuenta volúmenes dos de tablas e índices.
- Edipo (1718)
- La henriada (1728)
- Historia de Carlos XII (1730)
- Brutus (1730)
- Zaire (1732)
- El templo del gusto (1733)
- Cartas inglesas o Cartas filosóficas (1734)
- Adélaïde du Guesclin (1734)
- Mundano (1736)
- Epístola sobre Newton (1736)
- Tratado de metafísica (1736)
- El hijo pródigo (1736)
- Ensayo sobre la naturaleza del fuego (1738)
- Elementos de la filosofía de Newton (1738)
- Zulima (1740)
- El fanatismo o Mahoma (1741)
- Mérope, (1743)
- Zadig o El destino (1748)
- El mundo como va (1748)
- Nanine o El prejuicio vencido (1749)
- El siglo de Luis XIV (1751)
- Micromegas (1752)
- Poema sobre el desastre de Lisboa (1756)
- Ensayo sobre las costumbres y el Espíritu de las Naciones (1756)
- Historia de los viajes de Scarmentado escrita por él mismo (1756)
- Cándido o El optimismo (1759)
- Historia de un buen bramán (1761)
- Tancredo (1760)
- La doncella de Orleans (1762)
- Lo que gusta a las damas (1764)
- Diccionario filosófico (1764)
- Jeannot y Colin (1764)
- Del horrible peligro de la lectura (1765)
- Pequeña digresión (1766)
- El filósofo ignorante (1766)
- Tratado sobre la tolerancia (1763)
- El ingenuo (1767)
- La princesa de Babilonia (1768)
- Las cartas de Memmius (1771)
- Hay que tomar partido (1772)
- El clamor de la sangre inocente (1775)
- Del alma (1776)
- Diálogos de Evémero (1777).

## En la cultura popular

### Cine
- 1922: Fridericus Rex de Arzén von Cserépy
- 1933: Voltaire de John G. Adolfi
- 1954: Si Versailles m'était conté... de Sacha Guitry
- 1956: Si Paris nous était conté de Sacha Guitry
- 1978: Ce diable d'homme de Marcel Camus

### Literatura
En el cuento "Le jour du jugement dernier" de la colección Les Mémoires de Satan de Pierre Cormon, Dios intenta juzgar a Voltaire, pero se da cuenta de que el personaje es más ambiguo de lo que parece.